# Olaf Rieck

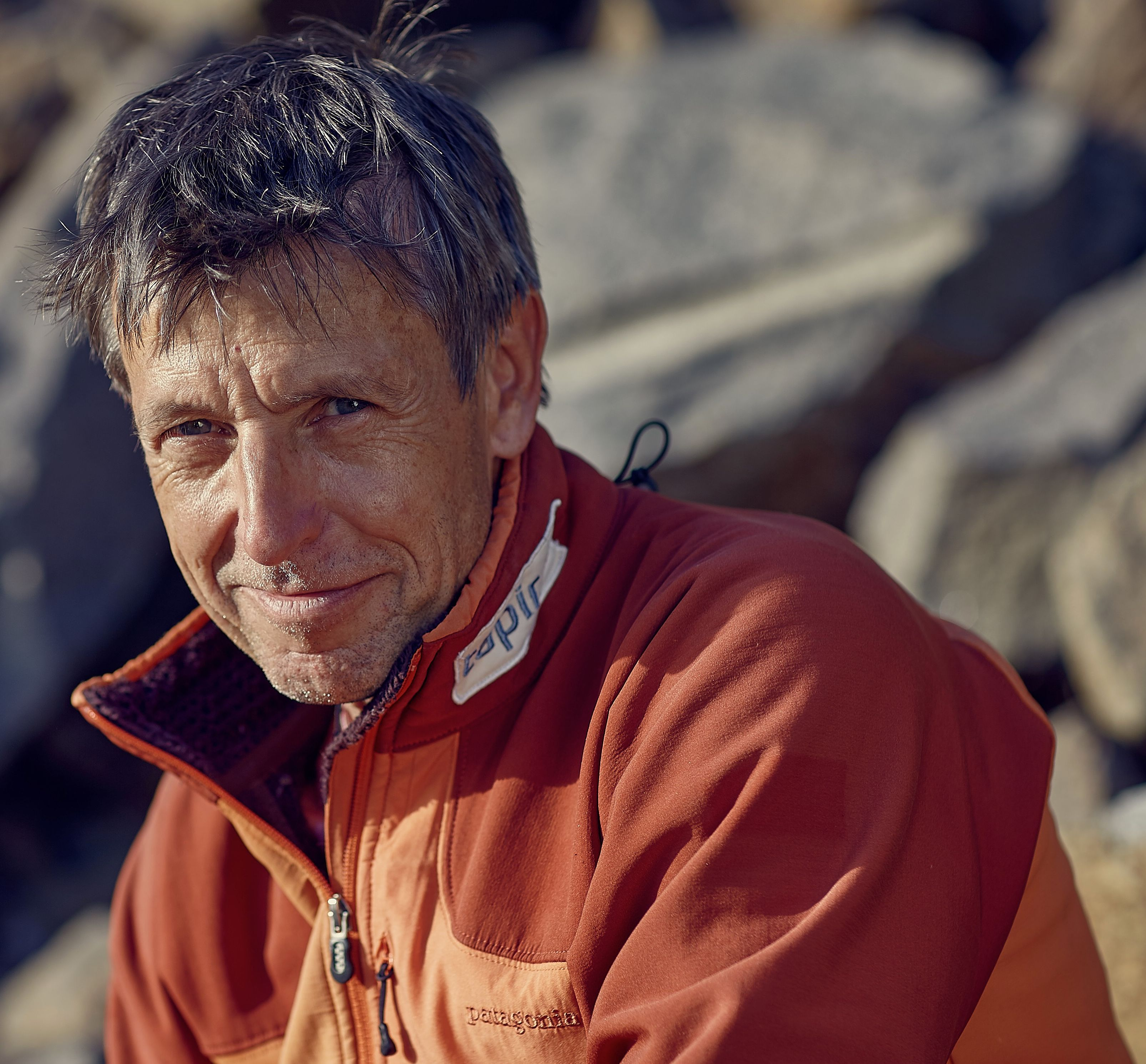
Olaf Rieck

Olaf Rieck (* 15. Oktober 1964 in Lutherstadt Wittenberg) ist ein deutscher Bergsteiger.

## Leben
Rieck studierte zunächst Tiermedizin und war anschließend, von 1990 bis 1998, am Veterinär-Anatomischen Institut der Universität Leipzig tätig. 1993 wurde er zum Dr. med. vet. promoviert. 1998 verließ er die Universität und arbeitet seitdem als freier Fotojournalist und Alpinist in Leipzig.
Rieck hat bislang drei Achttausender – Cho Oyu (1999),  Gasherbrum II (2001) und Hidden Peak (2019) – bestiegen. Außerdem gelangen ihm zwei Erstbesteigungen – Num Ri (2002) und Amphu Middle (2008) – sowie eine Zweitbesteigung – Cho Polu (1999) – in der Khumbu-Region in Nepal. 2005 scheiterte er wegen schlechten Wetters beim Versuch, den Mount Everest ohne zusätzlichen Sauerstoff zu besteigen. Neben alpinen Projekten unternimmt Rieck auch Extremtrekkingtouren, wie beispielsweise die Süd-Nord-Durchquerung von Spitzbergen 2004 oder die Überquerung des patagonischen Inlandeises 2009.
Mehrere seiner Expeditionen wurden durch Filme dokumentiert, die in verschiedenen Dritten Programmen und in 3sat gezeigt wurden.